# Deni Lineu Schwartz
Deni Lineu Schwartz (União da Vitória, 1938) é um engenheiro civil e político brasileiro.

## Biografia
Deni Lineu Schwartz foi chefe do Getsop (Grupo Executivo para as Terras do Sudoeste do Paraná). Foi eleito pela ARENA prefeito do município de Francisco Beltrão para a gestão de 1969 a 1972. Foi ainda deputado estadual de 1974 a 1982 e deputado federal de 1993 e 1994.
Foi de 1983 a 1986 secretário dos Transportes do Paraná no governo de José Richa e no governo Jaime Lerner de 1995 a 1996, e secretário da Agricultura e Abastecimento do Paraná no governo de Jaime Lerner. Foi também ministro do Meio Ambiente do Brasil no governo José Sarney, de 14 de fevereiro de 1986 a 23 de outubro de 1987. Ocupou também o cargo de diretor de assuntos institucionais da Copel de 1996 a 2002.
Dentre as homenagens recebidas estão os títulos de cidadão honorário em municípios paranaenses, como no caso em Ponta Grossa em 1985.